# 고운동
고운동(Goun-dong)은 세종특별자치시에 설치된 법정동 및 행정동이다. 행정중심복합도시 1-1 생활권에 해당한다. 두루고등학교, 고운고등학교, 고운초등학교, 가락초등학교, 온빛초등학교, 두루초등학교, 으뜸초등학교, 고운중학교, 두루중학교, 세종누리학교가 이 곳에 위치하고 있다. 마을명은 가락마을이다.

## 연혁
- 2012년 7월 1일: 세종특별자치시 출범 및 고운동 신설 (행정동: 한솔동)
- 2014년 2월 10일: 고운동, 아름동, 종촌동, 도담동, 어진동을 행정동 도담동으로 분동 (행정동: 도담동)
- 2015년 1월 26일: 고운동, 아름동, 종촌동을 행정동 아름동으로 분동 (행정동: 아름동)
- 2017년 2월 20일: 고운동이 아름동에서 분동.

## 지명 유래
- '모양이 산뜻하고 아름답다'는 뜻의 '고운'에서 유래되었다. 2012년 6월 30일까지 충청남도 연기군 남면 고정리 일부와 공주시 장기면 제천리 일부였다.
- 이 지역 고유어 전래명칭 ‘가락골, 새골, 뜸이기, 솔밭티골,돗작골, 조뱅이골, 호매나무골, 주락골, 줄바위’ 중에서 조음의 효율성을 고려하여 ‘가락골’을 활용함.
- 가락골[마을]: 고정리에 위치한 마을이며, ‘갈림길에 있는 마을, 가락처럼 좁은 골짜기에 있는 마을’을 의미

## 관할 법정동
| 법정동  | 행정통     | 생활권     | 옛 행정 구역                             | 비고                |
| ------- | ---------- | ---------- | ---------------------------------------- | ------------------- |
| 고운동  | 고운1~20통 | 1-1 생활권 | 연기군 남면 고정리, 공주시 장기면 제천리 | 고운동 행정복지센터 |
| 1법정동 | 20통       |            |                                          |                     |

## 교육
- 가락초등학교
- 고운초등학교
- 고운중학교
- 고운고등학교
- 두루초등학교
- 두루중학교
- 두루고등학교
- 온빛초등학교
- 으뜸초등학교
- 세종누리학교

## 고운동 복합커뮤니티센터
- 고운동은 다른 동보다 면적이 넓어 복합커뮤니티센터 두 곳이 건립되어있다. 북측복합커뮤니티센터는 2014년 8월 19일 준공하여있고, 남측복합커뮤니티센터는 2016년 6월 준공하여있다.

## 시설
- 친환경폐기물매립시설

## 주거

### 아파트
고운동
- 한림건설 세종1-1생활권 M8블럭 한림풀에버 : 2023년 9월 입주예정.
- 현대엔지니어링 힐스테이트 세종 3차  : 2018년 5월 입주.
- 호반베르디움4차 : 2014년 12월 입주

## 같이 보기
- 세종특별자치시
- 종촌동
- 아름동
- 도담동
- 한솔동